# 呋喃他酮
呋喃他酮是一种有机化合物，化学式为C13H16N4O6。它是一种合成抗生素，于1957年获得专利。它具有手性碳原子，以外消旋體的形式存在，其中(S)-异构体被称作左呋喃他酮。